# Možemo!
Možemo! (deutsch Wir können!) ist eine politische Partei in Kroatien, die von grünen und linken Bewegungen und Initiativen gegründet wurde, um an den Wahlen zum Europäischen Parlament und zum kroatischen Parlament teilzunehmen.
Seit den Kommunalwahlen 2021 ist sie mit 23 Sitzen die stärkste Fraktion im Stadtrat von Zagreb. Ihr Kandidat Tomislav Tomašević wurde am 31. Mai 2021 im Rahmen eines Erdrutschsiegs zum Bürgermeister von Zagreb gewählt.

## Geschichte
Der Parteigründung ging die Bildung eines Initiativkomitees aus 26 Aktivisten sowie linken Politikern voraus, die mehrheitlich aus der Partei Zagreb je NAŠ! (deutsch Zagreb ist UNSER!) kamen. Unter den Mitgliedern befanden sich aber auch Vertreter weiterer unabhängiger Bewegungen aus dem gesamten Land mit einem ähnlichen politischen und ideologischen Hintergrund.

### Gründung
Die Partei wurde offiziell am 10. Februar 2019 im Vorfeld der Wahlen zum Europäischen Parlament gegründet. Inhaltliche Schwerpunkte waren damals Bildungs- und Gesundheitspolitik, soziale Gerechtigkeit sowie Geschlechtergerechtigkeit, Unterstützung von Migranten, der Ausbau erneuerbarer Energien und nachhaltiger Landwirtschaft.
Auf der Gründungsversammlung wurde festgelegt, dass die Partei keinen offiziellen Vorsitzenden bzw. keine offizielle Vorsitzende hat. Stattdessen werden zwei Koordinatoren gewählt. Dies waren Sandra Benčić und Teodor Celakoski. Sie bildeten gemeinsam mit fünf weiteren Mitgliedern den Parteivorstand. Weitere prominente Mitglieder des damaligen Initiativkomitees, von denen die meisten weiterhin aktiv sind, waren Danijela Dolenec, Damir Bakić, Iskra Mandarić, Đuro Capor, Urša Raukar, Vilim Matula, Dario Juričan, Mima Simić, Ivo Špigel, Tomislav Tomašević und andere.

### Europawahl 2019
Für die Europawahl 2019 bildete Možemo! am 28. März 2019 ein Wahlbündnis mit den Parteien Nova ljevica (deutsch Neue Linke) und Održivi razvoj Hrvatske (deutsch Nachhaltige Entwicklung Kroatiens). Dem Bündnis wurde die Chance auf einen Sitz prognostiziert. Der Politiker und ehemalige griechische Finanzminister Yanis Varoufakis unterstützte das Wahlbündnis, da es sich für das Green-New-Deal-Konzept von Democracy in Europe Movement 2025 aussprach. Das Možemo-geführte Bündnis erhielt im Ergebnis 1,79 % der Stimmen, was in absoluten Zahlen 19313 Stimmen entspricht.

### Parlamentswahl in Kroatien 2020

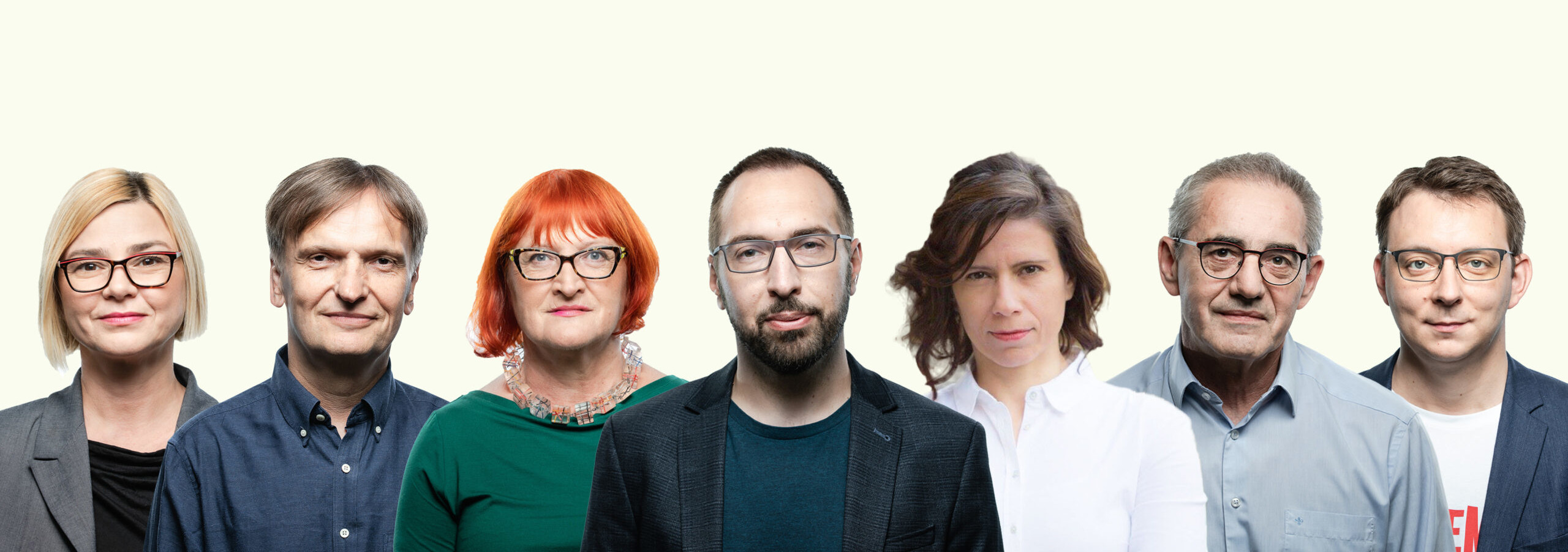
Alle sieben Abgeordneten der Zeleno–lijeva koalicija

Als erster unabhängiger Parlamentsabgeordneter trat das frühere SDP-Mitglied Bojan Glavašević der Partei bei. Ebenfalls traten Mile Kekin, Frontmann der Punkband Hladno Pivo, und seine Frau Ivana Kekin der Partei bei. Mile Kekin schrieb später den Song für die Wahlkampagne der Partei. Jane Fonda erklärte ihre Unterstützung für die Partei. Im Zuge der Wahlen stieg die Popularität der Partei in Zagreb.
Im Ergebnis erreichte das Bündnis etwa 7 % und sieben Sitze im Parlament. Diese Sitze wurden vergeben an Tomislav Tomašević, Sandra Benčić, Damir Bakić, Vilim Matula, Rada Borić, Katarina Peović und Bojan Glavašević. In Dubrovnik erhielt die Partei sogar 9 % der Stimmen.

### Kommunalwahl in Zagreb 2021
Bei der Kommunalwahl in Zagreb erhielt die Partei 40 % der Stimmen und 23 Sitze im Stadtrat.

### Parlamentswahl in Kroatien 2024
Bei der Parlamentswahl in Kroatien trat die Partei eigenständig an und verbesserte ihr Ergebnis auf etwa 9 %, sodass sie mit 10 Abgeordneten im Sabor vertreten ist.

### Europawahl 2024
Mit einer eigenständigen Kampagne gelang es der Partei bei der Europawahl 2024 ein Mandat zu gewinnen und mit dem Abgeordneten Gordan Bosanac erstmals in das Europäische Parlament einzuziehen. Zuvor wurde die Partei Mitglied der Europäischen Grünen Partei.

### Präsidentschaftswahl in Kroatien 2024
Zur Präsidentschaftswahl stellte die Partei mit der Sabor-Abgeordneten Ivana Kekin eine eigene Kandidatin auf. Sie holte in der ersten Runde 8,89 % und qualifizierte sich somit nicht für die Stichwahl. Ihre Wahlkampagne konzentrierte sich auf Themen des Sozialstaats, insbesondere der Kritik an Privatisierung des Gesundheitssystems, sowie auf Frauenrechtsthemen. Kekin trat mit dem Wahlkampfslogan "Predsjednica nove Generacije" (zu deutsch: Präsidentin einer neuen Generation) an.

## Parteiprogramm
Die Partei bezeichnet sich selbst als plurale progressive Plattform, die das Ziel verfolgt, Mitglieder sowie Wähler aus dem gesamten linken Spektrum anzusprechen. Dies reicht von linksradikalen über grüne und auf nachhaltige Entwicklung gerichtete bis zu demokratisch-sozialistischen Positionen. Die vorgeschlagenen Entwicklungsmodelle streben die Reduzierung prekärer Formen von Arbeit, Stärkung von Wirtschaftsdemokratie, Förderung von Gewerkschaften, ebenso wie von Arbeiterrechten im Allgemeinen an.

## Wahlen

### Kroatisches Parlament
| Jahr | Stimmen (Bündnis) | Stimmanteil | gewonnene Mandate | Differenz | Wahlbündnis   | Regierung  |
| ---- | ----------------- | ----------- | ----------------- | --------- | ------------- | ---------- |
| 2020 | 116480            | 6,99 %      | 4/151             | -         | Zeleno–lijeva | Opposition |
| 2024 | 193051            | 9,10 %      | 10/151            | + 6       | -             | Opposition |

### Europaparlament
| Jahr | Stimmen (Bündnis) | Stimmanteil | gewonnene Mandate | Differenz | Wahlbündnis   | Fraktionszugehörigkeit |
| ---- | ----------------- | ----------- | ----------------- | --------- | ------------- | ---------------------- |
| 2019 | 19313             | 1,79 %      | 0/12              | -         | Zeleno–lijeva | GUE/NGL                |
| 2024 | 44670             | 5,92 %      | 1/12              | + 1       | -             | Greens/EFA             |

### Stadtrat von Zagreb
| Jahr | Stimmen (Bündnis) | Stimmanteil | gewonnene Mandate | Differenz | Wahlbündnis   | Regierung |
| ---- | ----------------- | ----------- | ----------------- | --------- | ------------- | --------- |
| 2021 | 130850            | 40,83 %     | 19/47             | + 16      | Zeleno–lijeva | Regierung |